# Catopsimorphus rougeti
Catopsimorphus rougeti é uma espécie de insetos coleópteros polífagos pertencente à família Leiodidae.
A autoridade científica da espécie é Saulcy, tendo sido descrita no ano de 1863.
Trata-se de uma espécie presente no território português.